# Cherublemma
Cherublemma is een monotypisch geslacht van straalvinnige vissen uit de familie van naaldvissen (Ophidiidae).

## Soort
- Cherublemma emmelas (Gilbert, 1890)